# MetroTV
Metro TV es el sistema cerrado de televisión con que cuenta el Metro de Santiago en Santiago, Chile. Es operada actualmente por Massiva S.A.
La parrilla la conforman: noticias, actualidad, notas culturales, e información sobre el estado de la red de las líneas de Metro, además de publicidad proporcionada por el mismo proveedor. Se estima que la transmisión es vista por cerca de 2 millones 300 mil pasajeros diariamente. Los televisores se encuentran montados en el techo o en las paredes de los andenes de las estaciones.
Antiguamente era operada por el Grupo Publimetro en que también se emitían contenidos del noticiero 24 horas, canal Chilevisión y medios de Publimetro.